# Paul Hammond
Paul Hammond (1952–1992) byl britský rockový bubeník a hudební skladatel. Byl členem skupin Atomic Rooster, Hard Stuff, The Intellektuals a dalších. V roce 1989 se zabil Vincent Crane, v roce 1992 zemřel po předávkování drogami Paul Hammond, posledním žijícím členem klasické sestavy Atomic Rooster byl John Du Cann, který v roce 2011 také zemřel, pravděpodobně na infarkt.

## Diskografie
Atomic Rooster
- Death Walks Behind You (1970)
- In Hearing of Atomic Rooster (1971)
- Headline News (1983)

Hard Stuff
- Bulletproof (1972)
- Bolex Dementia (1973)